# Copa Gato 2003

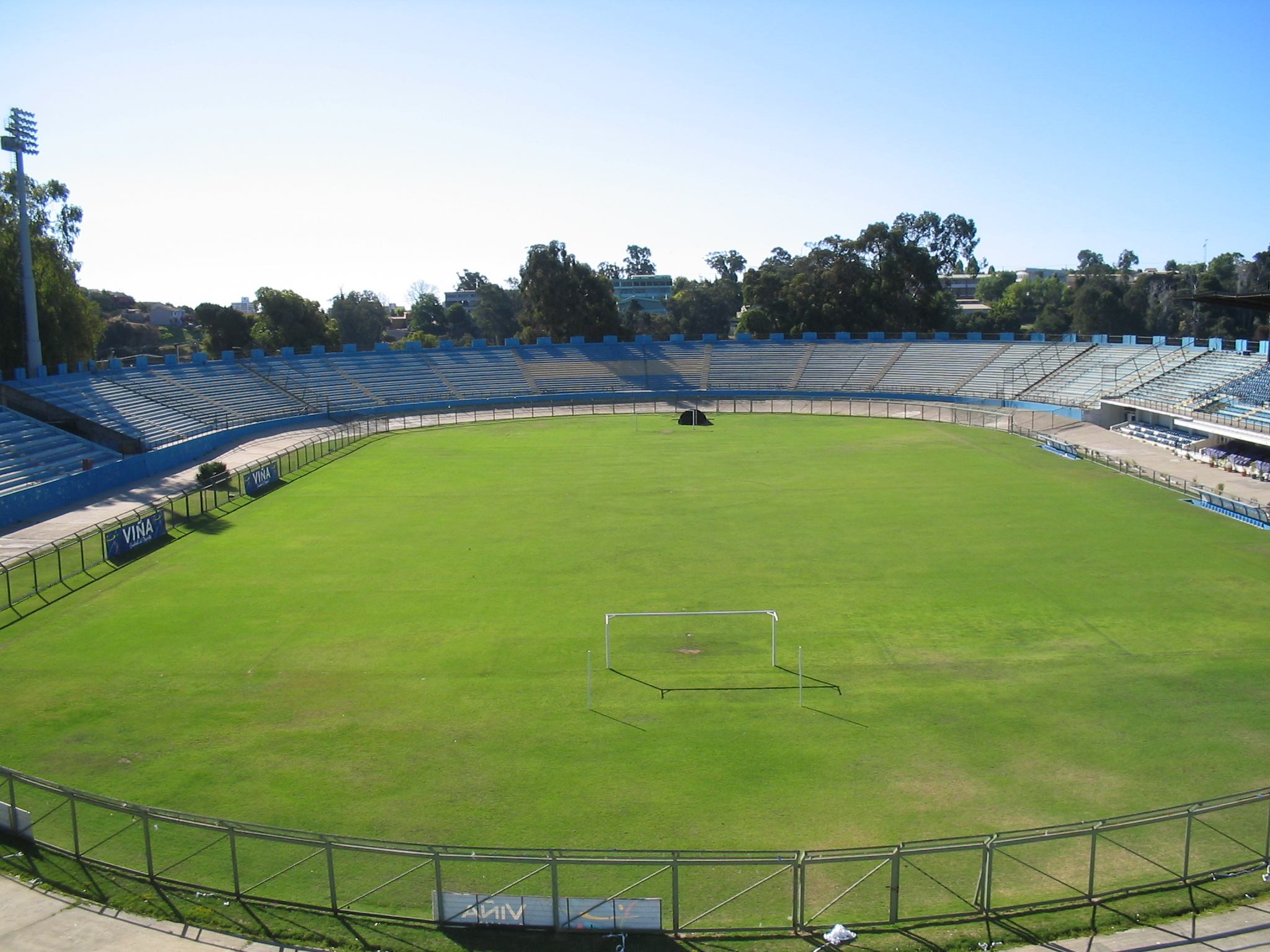
El Estadio Sausalito de Viña del Mar albergó la primera edición de la historia de la Copa Gato.

La Copa Gato 2003 fue la primera serie de partidos amistosos correspondiente al torneo de fútbol Copa Gato, siendo organizada por la productora MERCOM S.A. y auspiciada por la Viña San Pedro, dueña de la marca de vino Gato.
Se celebraron siete ediciones durante ese año: la primera (Copa Ciudad Viña del Mar 2003) en febrero, la segunda y la tercera en marzo, la cuarta en junio y la quinta, la sexta y la séptima en noviembre.

## Segunda edición
La edición consistió en un Clásico Universitario entre Universidad de Chile y Universidad Católica destinado a cubrir el 50% del traspaso del colombiano Faustino Asprilla al cuadro azul.
El partido, disputado el 5 de marzo de 2003 en el Estadio Municipal Lucio Fariña Fernández de Quillota, lo ganó Universidad Católica por 2-1, obteniendo así su primer título de la Copa Gato (o el segundo, si se considera la ganada en la Copa Ciudad Viña del Mar 2003).
El cotejo fue transmitido en directo por Televisión Nacional de Chile.
| Copa Gato 2003 II edición; 5 de marzo de 2003, 22:00 | Universidad de Chile | 1:2 (1:0) | Universidad Católica             | Estadio Municipal Lucio Fariña Fernández, Quillota (Chile)    |                                                               |
|                                                      | Pierucci 41'         | Reporte   | Martínez 48' (a.g.) · Campos 75' | Asistencia: 8.000 espectadores Árbitro(s): Claudio Fuenzalida | Asistencia: 8.000 espectadores Árbitro(s): Claudio Fuenzalida |

### Campeón
Como campeón, Universidad Católica se adjudicó la Copa Gato Negro.
| Chile                        |
| Campeón Universidad Católica |

## Tercera edición
Inicialmente la edición iba a consistir en un encuentro entre Universidad de Chile y Unión Española destinado a cubrir el porcentaje restante del traspaso del colombiano Faustino Asprilla al cuadro universitario; sin embargo, por desacuerdos entre René Orozco (presidente de Universidad de Chile) y Mercom, se decidió jugar con Santiago Wanderers en lugar de Unión Española.
El partido, disputado el 19 de marzo de 2003 en el Estadio Municipal Valparaíso, lo ganó Santiago Wanderers por 3-0, obteniendo así su primer título de la Copa Gato.
| Copa Gato 2003 III edición; 19 de marzo de 2003, 22:00 | Santiago Wanderers                        | 3:0 (0:0) | Universidad de Chile | Estadio Municipal Valparaíso, Valparaíso (Chile) |  |
|                                                        | Núñez 47' · Cáceres 49' (a.g.) · Soto 72' | Reporte   |                      |                                                  |  |
| 66' Pierucci (Universidad de Chile).                   |                                           |           |                      |                                                  |  |

### Campeón
Como campeón, Santiago Wanderers se adjudicó la Copa Gato Negro.
| Chile                      |
| Campeón Santiago Wanderers |

## Cuarta edición
La edición consistió en un superclásico entre Colo-Colo y Universidad de Chile.
El partido, disputado el 6 de junio de 2003 en el Estadio Municipal Nicolás Chahuán Nazar de La Calera, lo ganó Colo-Colo por 1-0, obteniendo así su primer título de la Copa Gato.
El cotejo fue transmitido en directo por Canal 13.
| Copa Gato 2003 IV edición; 6 de junio de 2003, 22:00 | Colo-Colo  | 1:0 (0:0) | Universidad de Chile | Estadio Municipal Nicolás Chahuán Nazar, La Calera (Chile) |                                 |
|                                                      | Aceval 89' | Reporte   |                      | Asistencia: 15.000 espectadores                            | Asistencia: 15.000 espectadores |

### Campeón
| Campeón Colo-Colo |

## Quinta edición
La edición consistió en la primera de un ciclo de tres partidos jugados por Universidad de Chile, que enfrentó a Everton, campeón de la Primera B 2003 que celebró su ascenso a la Primera División.
El partido, disputado el 6 de noviembre de 2003 en el Estadio Sausalito de Viña del Mar, lo ganó Universidad de Chile por 2-0, obteniendo así su primer título de la Copa Gato.
El cotejo fue transmitido en directo por Mega.
| Copa Gato 2003 V edición; 6 de noviembre de 2003, 22:00 | Everton | 0:2 (0:1) | Universidad de Chile        | Estadio Sausalito, Viña del Mar (Chile) |  |
|                                                         |         | Reporte   | Pierucci 30' · Rivarola 64' |                                         |  |

### Campeón
| Campeón Universidad de Chile |

## Sexta edición
La edición consistió en la segunda de un ciclo de tres partidos jugados por Universidad de Chile, que enfrentó a Colo-Colo en el segundo superclásico de la Copa Gato del año 2003.
El partido, disputado el 13 de noviembre de 2003 en el Estadio El Teniente de Rancagua, lo ganó Colo-Colo por 1-0, obteniendo así su segundo título de la Copa Gato.
El cotejo fue transmitido en directo por Mega.
| Copa Gato 2003 VI edición; 13 de noviembre de 2003, 22:00 | Colo-Colo | 1:0 (1:0) | Universidad de Chile | Estadio El Teniente, Rancagua (Chile) |  |
|                                                           | Úbeda 43' | Reporte   |                      |                                       |  |

### Campeón
| Campeón Colo-Colo |

## Séptima edición
La edición consistió en la última de un ciclo de tres partidos jugados por Universidad de Chile, que enfrentó a Unión Española.
El partido, disputado el 16 de noviembre de 2003 en el Estadio Santa Laura, lo ganó Unión Española por 1-0, obteniendo así su primer título de la Copa Gato.
El cotejo fue transmitido en directo por Mega.
| Copa Gato 2003 VII edición; 16 de noviembre de 2003, 22:00 | Unión Española | 1:0 (0:0) | Universidad de Chile | Estadio Santa Laura, Independencia, Santiago (Chile) |  |
|                                                            | Jerez 59'      | Reporte   |                      |                                                      |  |

### Campeón
| Campeón Unión Española |